# Romería de la Virgen del Henar

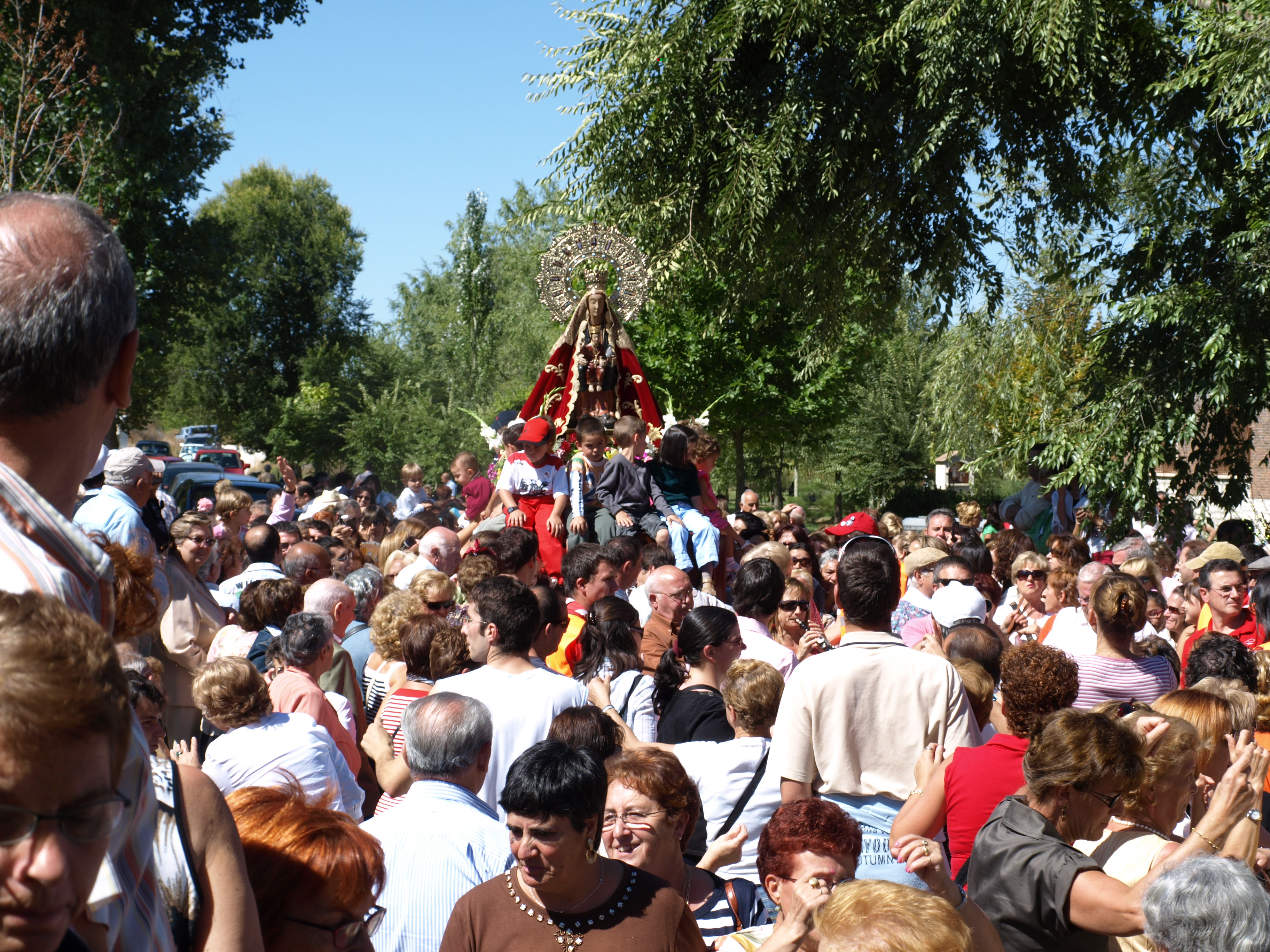
Romería del Henar.

La Romería de la Virgen del Henar, también conocida como Romería del Henar o simplemente El Henar es una romería que se celebra en la pradera del Santuario de Nuestra Señora del Henar, perteneciente al municipio segoviano de Cuéllar (Castilla y León).
Se celebra en honor de la Virgen del Henar, una advocación mariana coronada canónicamente que ostenta los títulos de patrona de los resineros de España, patrona de la Comunidad de Villa y Tierra de Cuéllar y alcaldesa honoraria de Cuéllar.

## Celebración
Se celebra su fiesta el domingo anterior a San Mateo con una espectacular romería que congrega anualmente a unas 50.000 personas y constituye una de las concentraciones religiosas más fervorosas, pues a ella acude gente de todos los puntos del país.
Las celebraciones comienzan con un novenario en honor de la imagen, que se prolonga hasta el día de la festividad. La víspera de la fiesta se celebra una vigilia, que culmina al atardecer con la procesión del Rosario de las Antorchas, en la que los fieles portan velas, lámparas y antorchas, recorriendo con la imagen toda la pradera. Esa noche el santuario permanece abierto, para acoger a la gran cantidad de peregrinos que se acercan a venerar a la imagen. Al día siguiente tiene lugar la Solemnidad de Nuestra Señora de El Henar.

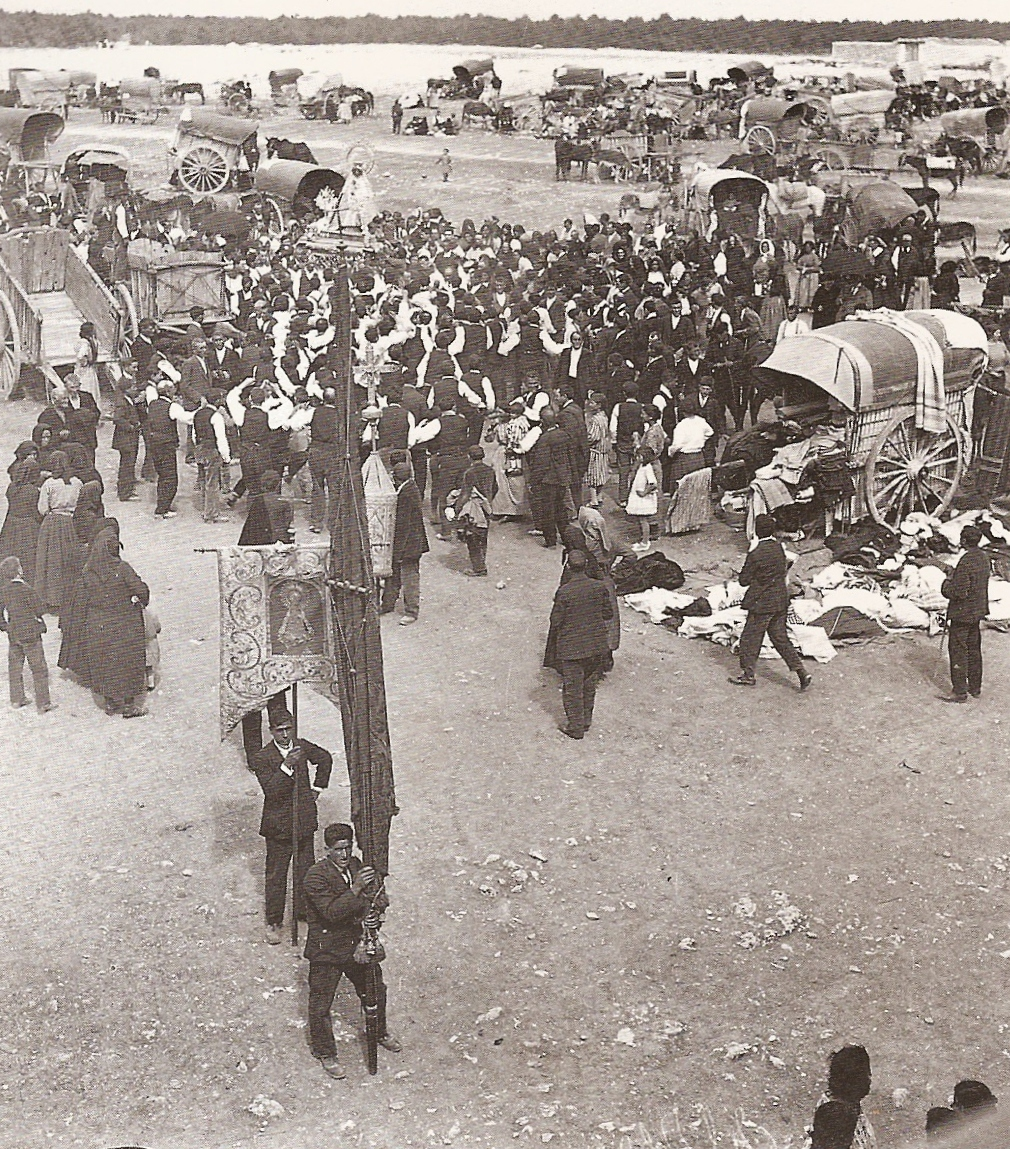
Romería de El Henar a principios del.

Desde temprana hora de la mañana se celebran misas y diversos actos litúrgicos, de mayor importancia la Misa Mayor. La imagen es sacada en andas de su camarín, y trasladada desde el templo hasta la pradera, lugar de celebración, en una carroza. Una vez finalizada la misa, se da paso a la procesión por todo el recinto, hasta llegar nuevamente a la puerta del Santuario, concluyendo con el canto de la Salve Popular. Durante la procesión y por tradición popular, los padres suben a sus hijos en la carroza de la Virgen, para que la acompañen durante el recorrido, que es amenizado con música de dulzaina y tamboril, tan popular de la zona, y que los romeros acompañan bailando la jota castellana.
Durante toda la jornada se realiza una feria paralela a la romería, ubicada en la Chopera de El Henar, y en la que intervienen centenares de puestos ambulantes con mercancías variadas. También se pueden encontrar diversas atracciones para los niños, y varios bares en los que se degustan las típicas sardinas asadas. El domingo siguiente a la romería se celebra la fiesta llamada “El Henarillo”, en la que también se realizan diversos actos religiosos, así como la feria del domingo anterior.